# 岩崎博 (アナウンサー)
岩崎 博（いわさき ひろし、1950年1月21日 - ）は、元NHKアナウンサー。

## 人物
横浜市出身。明治大学卒業後、1972年に入局した。初任地は帯広で、松江、ラジオセンターなどで勤務した。

## 過去の担当番組
ラジオセンター 時代                                                                    
- はつらつスタジオ505（制作デスク）
- ふるさと自慢うた自慢
- ひるの散歩道
- 平成落語家ジョッキー
- ムーンライトシャワー～月明かりに照らされて（2008年11月24日 - 2018年3月28日、不定期）
- 日曜バラエティー（プロデューサー）